# Afonso, Príncipe de Portugal (1475–1491)
Afonso de Portugal (Lisboa, 18 de maio de 1475 — Almeirim, 13 de julho de 1491) era o único filho e herdeiro de D. João II e de D. Leonor, reis de Portugal. O rei tanto adorava este seu filho que, em sua homenagem, batizou de "Príncipe" a menor ilha do arquipélago de São Tomé e Príncipe.

## Biografia
Ainda criança, D. Afonso casou com a princesa Isabel de Aragão, filha mais velha dos Reis Católicos. Isabel I de Castela e Fernando II de Aragão tinham um herdeiro, João, que era um jovem frágil e que viria a falecer com dezanove anos de idade. A princesa Isabel seria, portanto, a herdeira mais provável das coroas de Castela e Aragão e, como estava casada com o príncipe herdeiro de Portugal, adivinhava-se uma união dos reinos ibéricos sob a alçada de Portugal.
Afonso morreu de uma queda de cavalo durante um passeio, em Alfange, Santarém, à beira do Tejo. Segundo Bernardo Rodrigues, em os Anais de Arzila, o seu aio era João de Meneses, conde de Cantanhede, e esse acontecimento terá ocasionado nesta personagem um grande traumatismo:
À terça feira Dom João de Meneses não avia de cometer cousa alguma polo que lhe aconteceo na morte do príncipe Dom Afonso, como é notorio e sabido a todos os deste reino.

Dizem que estando no Algarve, em um lugar seu que se chama Aljazur, em uma terça feira, lhe dérão cartas d'el-rei Dom João o segundo e do príncipe Dom Afonso seu filho, que fose à corte, e se fez prestes e partio a outra terça feira, e tardando oito dias no caminho chegou a Santarem, donde el-rei e o príncipe estavão, outra terça feira, e dahi a oito dias, outra terça feira, correndo a carreira em Alfange, levando o príncipe pela mão, caio do cavalo, da qual queda logo morreo. Deste tão desestrado caso lhe ficou tão grand odio e agouro que nunca a terça feira cometeo cousa alguma, posto que depois foi capitão d'Arzila e d'Azamor e se lhe oferecêrão casos suficientes; e dizia Dom João que em tal dia se pudesse escusar abrir as portas o faria.
Depois da morte de D. Afonso, D. João II nomeou como sucessor o Duque de Beja, seu primo, que viria a governar como D. Manuel I e que casou depois com Isabel, a viúva do infante Afonso.